# 教皇庁立大学
教皇庁立大学（きょうこうちょうりつだいがく、羅語：Pontificia Universitas）は、カトリック教会（聖座）が設立するか設立に関わった国立大学である。英語では Pontifical University という。
なお、西洋語にはない区別だが、日本では「教皇」の代わりに「ローマ法王」を用いることがあるため、マスメディアなどでは、「教皇庁立大学」が「ローマ法王庁立大学」と呼ばれることもある。

## 教皇庁立大学の歴史
教皇庁立大学であるためには、神学系の主な3つの学部（神学・哲学・教会法）の他に少なくとももう一つの学部があることが条件である。これらの大学の使命は教会の福音宣教に協力することとされている。教皇庁立大学は、教皇ヨハネ・パウロ二世が1979年に発布した「使徒法令 Sapientia christiana」、そしてその改訂版である「使徒法令 Veritatis gaudium」（教皇フランシスコ、2018年）に従って運営されている。
なお、宗教革命や反宗教心のため、イギリス、スウェーデン、ドイツ、メキシコなどでは単純に国立大学と名乗っている。

## イタリア・ローマの教皇庁立大学一覧
※大学（University）のみならず、規模の小さい学部（Faculty, Institute, Atheneum など）を含む。
- 教皇庁立 グレゴリアン大学（Pontificia Università Gregoriana）
- 教皇庁立 聖十字架大学（Pontificia Università della Santa Croce）
- Marianum Theological Faculty
- Pontifical Atheneum of St. Anselm (Sant'Anselmo)
- Pontifical Athenaeum Regina Apostolorum
- Pontifical Lateran University
- Pontifical University of St. Anthony
- Pontifical University of St. Bonaventure (Seraphicum)
- Pontifical University of St. Thomas Aquinas (Angelicum)
- Pontifical Urbaniana University
- Salesian Pontifical University

## 世界の教皇庁立大学一覧
※以下は国名のアルファベット順で表示されている。また、大学（University）のみならず、学部（Faculty, Institute, Atheneum など）を含む。

### アルゼンチン
- 教皇庁立アルゼンチンカトリック大学、ブエノスアイレス

### オーストラリア
- Catholic Institute of Sydney, Sydney

### オーストリア
- International Theological Institute; for studies of marriage and family, near Vienna
- ハイリゲンクロイツ修道院、ハイリゲンクロイツ
- Theological Faculty, Catholic-Theological Private University Linz, Linz

### ベルギー
- ルーヴェン・カトリック大学、ルーヴェン
- ルーヴァン・カトリック大学、ルーヴァン
- Belgian Pontifical College

### ブラジル
- Pontifícia Universidade Católica de Campinas, Campinas
- Pontifícia Universidade Católica de Goiás, Goiânia
- 教皇庁立ミナス・ジェライスカトリック大学(Pontifícia Universidade Católica de Minas Gerais), Belo Horizonte
- Pontifícia Universidade Católica de São Paulo, São Paulo
- Pontifícia Universidade Católica do Paraná, Curitiba
- Pontifícia Universidade Católica do Rio de Janeiro, Rio de Janeiro
- リオグランデ・ド・スルカトリック大学(Pontifícia Universidade Católica do Rio Grande do Sul, Porto Alegre)

### カナダ
- Pontifical Institute of Mediaeval Studies, Toronto; postdoctoral research
- Regis College, Toronto
- Saint Paul University, Ottawa

### チリ
- チリ・カトリック大学、サンティアゴ
- Pontifical Catholic University of Valparaiso, Valparaiso

### コロンビア
- ハベリアナ大学、ボゴタ
- Pontifical Bolivarian University、メデジン

### ドミニカ共和国
- Pontificia Universidad Católica Madre y Maestra, Santiago de Los Caballeros

### エクアドル
- Pontificia Universidad Católica del Ecuador, Quito

### フランス
- パリ・カトリック大学、パリ
- リヨン・カトリック大学、リヨン
- トゥールーズ・カトリック大学、トゥールーズ
- 西部カトリック大学、アンジェ
- リール・カトリック大学、リール

### ドイツ
- Catholic University of Eichstätt-Ingolstadt, Eichstätt & Ingolstadt
- Munich University of Philosophy, Munich

### グアテマラ
- Universidad de San Carlos de Guatemala, Guatemala City

### インドネシア
- Wedabhakti Pontifical Faculty of Theology, Sanata Dharma University, Yogyakarta

### アイルランド
- St Patrick's College, Maynooth, Maynooth; Pontifical University charter 1896

### コートジボワール
- Université Catholique de l'Afrique de l'Ouest, Abidjan

### ケニア
- Catholic University of Eastern Africa, Nairobi

### レバノン
- Holy Spirit University of Kaslik
- Saint Joseph University, Beirut

### メキシコ
- Pontifical University of Mexico, Mexico City

### パナマ
- Universidad Católica Santa María La Antigua, Panama City

### パラグアイ
- Universidad Católica Nuestra Señora de la Asunción, Asuncion

### ペルー
- 国立サンマルコス大学、リマ
- ペルー・カトリカ大学、リマ

### フィリピン
- 聖トマス大学、マニラ

### ポーランド
- Pontifical University of John Paul II, Kraków

### ポルトガル
- Catholic University of Portugal, Lisbon

### プエルトリコ
- Pontifical Catholic University of Puerto Rico, Ponce, PR

### スペイン
- サラマンカ・ポンティフィシア大学
- デウスト大学
- ナバーラ大学
- ポンティフィシア・コミージャス大学

### スイス
- Facoltà di Teologia di Lugano, Lugano

### アメリカ合衆国
- Boston College School of Theology, Boston, MA
- The Catholic University of America, Washington, DC
- International Marian Research Institute at the University of Dayton, Dayton, OH
- Jesuit School of Theology of Santa Clara University, Berkeley, CA
- John Paul II Institute, Washington, DC
- Pontifical College Josephinum, Columbus, OH
- Pontifical Faculty at the University of Saint Mary of the Lake (Mundelein Seminary), Mundelein, IL
- Pontifical Faculty of the Immaculate Conception (PFIC), Dominican House of Studies, Washington, DC
- St. Mary's Seminary and University, Baltimore, MD

### ウルグアイ
- Universidad Católica del Uruguay Dámaso Antonio Larrañaga, Montevideo

## 元教皇庁立大学
- ハイデルベルク大学・エアフルト大学・グライフスヴァルト大学・ライプツィヒ大学・テュービンゲン大学・ヴィッテンベルク大学 - ドイツ宗教改革まで
- オックスフォード大学・ケンブリッジ大学 - イングランド宗教改革まで
- グラスゴー大学・アバディーン大学・セントアンドリュース大学 - スコットランド宗教改革まで
- Lund Studium Generale・コペンハーゲン大学 - デンマーク宗教改革まで
- ロンドン大学ヘイスロップ・カレッジ（ベラーマイン・インスティチュート）
- コルドバ王立教皇庁立大学（コルドバ大学） - Justo José de Urquiza政権下の1856年まで
- メキシコ王立教皇庁立大学（メキシコ国立自治大学） - メキシコ独立戦争まで
- サント・トマス・ド・ビリャヌエバ・カトリック大学（Universidad Católica de Santo Tomás de Villanueva） -  キューバ革命後の1961年
- サン・イグナシオ大学（フィリピン・マニラ） - イエズス会士追放後の1768年まで
- サント・トマス・ド・アキノ大学（Universidad Santo Tomás de Aquino） - イスパニア統一（ハイチによるドミニカ共和国の占領）期の1823年まで
- ケルン大学・マインツ大学 - フランス革命戦争まで
- フライブルク大学 - イエズス会弾圧まで
- パリ大学 - フランス革命まで
- ロストック大学 - ドイツ革命まで
- サン・マルコス大学 - ペルー独立戦争まで
- ヴュルツブルク大学 - ナポレオン戦争まで
- ウプサラ大学 - スウェーデン宗教改革まで